# Topolino strepitoso Natale!
Topolino strepitoso Natale! (Mickey's Twice Upon a Christmas) è un film d'animazione natalizio direct-to-video del 2004 diretto da Matthew O'Callaghan e prodotto dalla DisneyToon Studios. È il sequel di Topolino e la magia del Natale (1999), di cui riprende lo schema: è infatti composto di cinque segmenti non correlati con protagonisti i personaggi Disney, presentati in questo caso tramite un libro animato. Tuttavia, a differenza del film precedente, è realizzato in animazione al computer. Il film fu distribuito in America del Nord in VHS e DVD-Video il 9 novembre 2004, esattamente cinque anni dopo Topolino e la magia del Natale.

## Trama

### Bellezze sul ghiaccio
Minni e Paperina competono in una gara di pattinaggio sul ghiaccio. Le ragazze vengono raggiunte dai loro fidanzati, Topolino e Paperino, mentre si preparano a iniziare. Paperina diventa invidiosa della reazione della folla a Minni e tenta di rubarle la scena. Minni esegue diverse acrobazie temerarie per riconquistare i riflettori convocando anche gli alligatori di Fantasia, mentre Paperina convoca gli ippopotami dello stesso film. Stufe, Paperina e Minni litigano spingendosi l'un l'altra, mettendosi a rischio a vicenda e poi provano a fare acrobazie drammatiche per attirare l'attenzione della folla mentre Topolino e Paperino le guardano con preoccupazione. Quando Minni scivola accidentalmente su un campanello caduto mentre atterra bendata dopo un'acrobazia, Paperina l'aiuta ad alzarsi sentendosi dispiaciuta per le sue azioni. Minni la pensa allo stesso modo, e le due amiche si esibiscono in un gran finale.

### Missione Natale
Qui, Quo e Qua celebrano la vigilia di Natale con Paperino, Paperina e Paperone nella villa de' Paperoni. Dopo aver causato problemi durante il cenone, i ragazzi si rendono conto di non essere sicuramente sulla lista dei buoni di Babbo Natale quindi si recano al polo nord per scrivere i loro nomi sulla lista. Alla bottega di Babbo Natale, i tre causano vari problemi facendo confusione, ma poi aiutano gli elfi a sistemare tutto per salvare il Natale. Prima di partire, hanno l'opportunità di aggiungere i loro nomi alla lista dei buoni, ma aggiungono invece il nome di zio Paperone, consapevoli del fatto che nemmeno lui è mai stato sulla lista. Il giorno di Natale, Babbo Natale lascia loro un biglietto che spiega che le loro azioni hanno portato anche loro a essere inseriti nella lista dei buoni.

### Natale con papà Pippo
Max, ormai un giovane adulto, porta a casa la sua fidanzata Mona per farle conoscere suo padre Pippo. Tuttavia, Max è imbarazzato dal comportamento di Pippo e teme che quest'ultimo gli faccia fare brutta figura con Mona. Mentre fa una passeggiata da solo, Max nota che la sua sciarpa è stata fatta da Pippo e si rende conto di quanto il genitore conti per lui. Vedendo Pippo e Mona che si divertono facendo i pop-corn, Max rientra in casa e si unisce a loro. In quel momento la macchina per fare i pop-corn va in tilt e ne produce tanti da riempire la casa e far uscire Max, Pippo e Mona dal camino. Sul tetto, Mona rivela di avere lo stesso tipo di denti di Pippo e Max, e tutti e tre fanno degli angeli di neve (o meglio, di pop-corn).

### Il regalo di Paperino
Dopo aver fatto la spesa, Paperino desidera solo sedersi sulla sua poltrona a bere una cioccolata calda, ma viene tormentato da persone gioiose che cantano "We Wish You a Merry Christmas" e che gli fanno perdere l'autobus e disintegrare la spesa. Arrivato a casa, è infastidito nel sentire gli stessi canti natalizi alla radio. Quando Paperina e i suoi nipoti arrivano, obbligano Paperino ad andare al centro commerciale, dove prende una tazza di cioccolata calda ma è perseguitato da "We Wish You a Merry Christmas" che sembra venire suonata da ogni cosa si trovi attorno a lui. Paperino pensa di essere in completa pace all'interno di una stanza segreta, dove però attiva accidentalmente degli animatroni che fanno parte di uno spettacolo natalizio e cantano la suddetta canzone. Quando si alza il sipario sullo spettacolo, gli spettatori (tra cui Paperina, Qui, Quo e Qua) vedono Paperino furente che distrugge tutti gli animatroni. Paperina e i nipotini se ne vanno scioccati dal comportamento di Paperino, mentre quest'ultimo viene cacciato dal centro commerciale e torna a casa da solo sentendosi in colpa per la sua mancanza di spirito natalizio. Scopre però che un coro ha dei problemi a cantare "We Wish You a Merry Christmas" e, conoscendo ormai perfettamente il brano, si offre di dirigerlo; gli altri abitanti della città si uniscono a loro. Quando Paperina, Qui, Quo e Qua arrivano stupiti, Paperino si scusa con loro e tutti continuano a cantare insieme.

### Un Natale senza Pluto
Topolino sta riempiendo la casa di decorazioni per la festa di Natale, ma Pluto continua a interromperlo. Quando il cane cerca di aiutarlo mettendo la stella sull'albero di Natale, distrugge inavvertitamente tutte le decorazioni e abbatte l'albero, facendo infuriare Topolino che lo manda in punizione nella sua cuccia. Sentendosi rifiutato dal suo proprietario, Pluto decide di scappare di casa e si ritrova spedito al polo nord, dove le renne di Babbo Natale lo adottano e lo ribattezzano "Felice". Tornato a casa, Topolino ridipinge la casa e, vergognandosi di come ha scatenato la sua rabbia contro Pluto, tenta di riconciliarsi con lui, scoprendo però che il cane è fuggito. Topolino pubblica diversi annunci per cercarlo e alla fine, arrivato in un grande magazzino, si rivolge a Babbo Natale che si rivela essere quello vero. Nel frattempo Pluto ha nostalgia di Topolino, così Babbo Natale e le renne lo aiutano a tornare a casa. Quando Pluto ritrova Topolino, a casa sua arrivano anche Minni, Paperino, Paperina, Qui, Quo, Qua, Paperone, Max e Pippo che sono gli ospiti della festa. Dopo che Pluto ha sistemato la stella sull'albero, i personaggi cantano insieme un medley di "We Wish You a Merry Christmas" e "Deck the Halls".

## Personaggi e doppiatori
| Personaggio          | Doppiatore originale | Doppiatore italiano |
| -------------------- | -------------------- | ------------------- |
| Topolino             | Wayne Allwine        | Alessandro Quarta   |
| Paperino             | Tony Anselmo         | Luca Eliani         |
| Pippo                | Bill Farmer          | Roberto Pedicini    |
| Pluto                | Bill Farmer          | originale           |
| Paperina             | Tress MacNeille      | Laura Lenghi        |
| Qui, Quo e Qua       | Russi Taylor         | Laura Lenghi        |
| Minni                | Russi Taylor         | Paola Valentini     |
| Max Goof             | Jason Marsden        | Simone Crisari      |
| Paperon de' Paperoni | Alan Young           | Giorgio Lopez       |
| Donner               | Jeff Bennett         | Nanni Baldini       |
| Blitzen              | Jim Cummings         | Ennio Coltorti      |
| Babbo Natale         | Chuck McCann         | Bruno Alessandro    |
| Narratore            | Clive Revill         | Paolo Lombardi      |

## Distribuzione

### Edizione italiana
Il doppiaggio italiano fu realizzato dalla Royfilm e diretto da Leslie La Penna su dialoghi di Giorgio Tausani. Viene cambiata la voce di Max che non è più doppiato da Fabrizio De Flaviis come nel film precedente ma dalla sua voce abituale Simone Crisari data l'età adulta del personaggio e (come nella versione in lingua originale) è anche cambiato il narratore, perché Paolo Lombardi ha preso il posto di Michele Kalamera. Nei dialoghi di Missione Natale è presente un errore di adattamento, dato che in una scena Quo viene erroneamente chiamato Qui da quello che è in realtà il vero Qui. Un altro errore è presente ne Il regalo di Paperino, dove in più casi la cioccolata calda viene erroneamente chiamata cioccolato. Le canzoni, come in Topolino e la magia del Natale, furono adattate da Ermavilo (e incise sotto la sua direzione presso il Forum Music Village) pur essendo canti tipici in inglese, ma nonostante ciò la traduzione risulta essere diversa rispetto a quella del primo film.

### Edizioni home video
Il film fu distribuito in VHS e DVD-Video in America del Nord il 9 novembre 2004 e in Italia il 2 dicembre. Il DVD include come extra le scene eliminate, tre giochi interattivi e il dietro le quinte Ispirazione sul ghiaccio. Il 4 novembre 2014 uscì in America del Nord una "3-Disc Special Edition" che contiene Topolino e la magia del Natale e Topolino strepitoso Natale! in un unico Blu-ray Disc e in due DVD distinti. Gli extra relativi al secondo film, mutuati dal DVD, sono le scene eliminate e il dietro le quinte.

## Accoglienza
Il sito Rotten Tomatoes ha raccolto due recensioni del film, una positiva e una negativa. Joe Leydon di Variety scrisse che il film piacerà soprattutto ai genitori che desiderano distrarre i propri figli, poiché i bambini "non si renderanno conto del valore di novità dei personaggi Disney animati al computer". Robert Pardi di TV Guide valutò il film con tre stelle su cinque e scrisse: "Un gusto di bastoncini di zucchero e una colonna sonora festosa rafforzano questo omnibus, che offre ai prediletti della Disney la possibilità di mettere in mostra qualcosa di nuovo".